# نهر العلان (درعا)

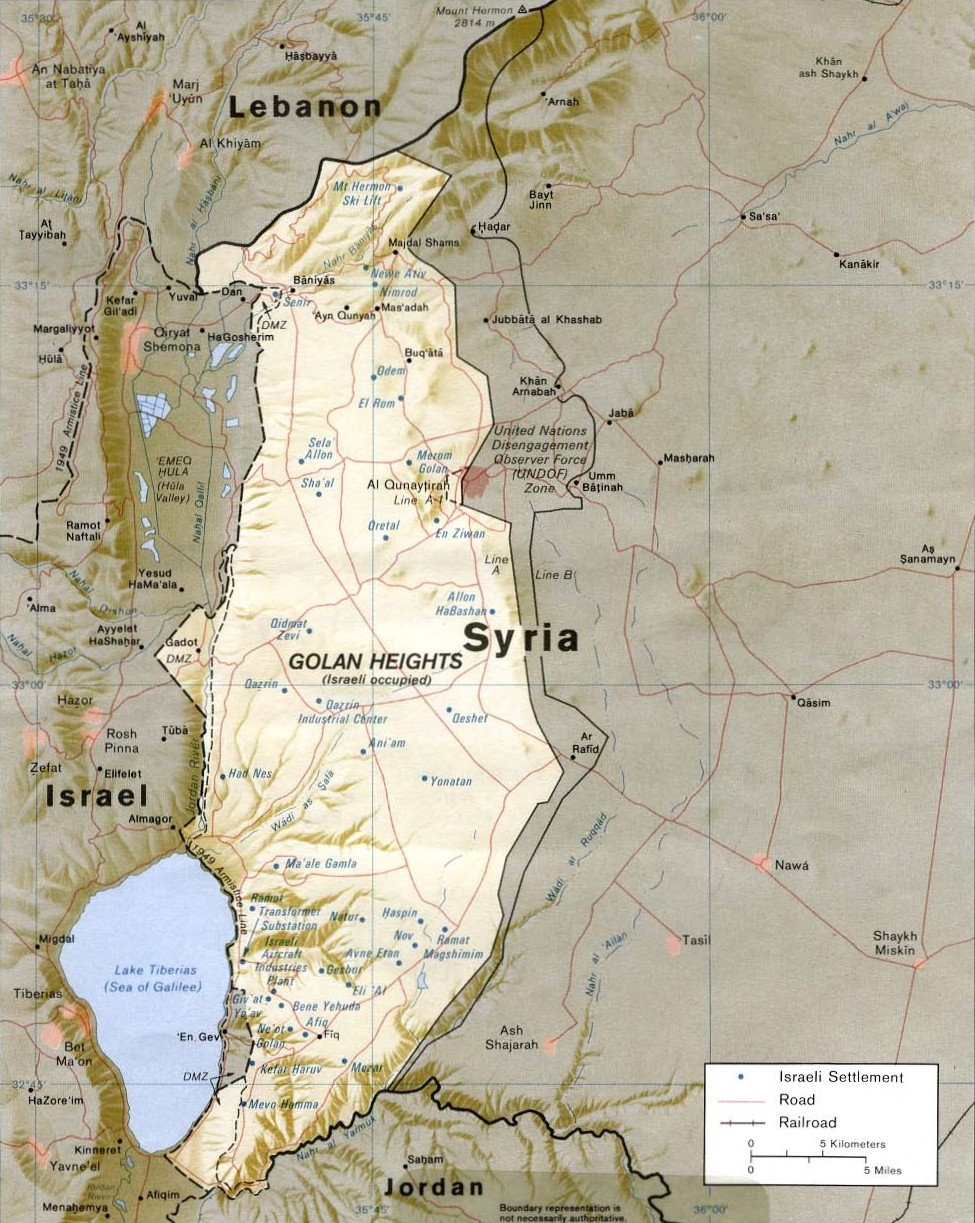
خريطة الجولان 1989: السياق الجغرافي لنهر العلان

نهر العلان أو وادي العلان هو نهر في جنوب سوريا يمثل تقليديًا الحدود الطبيعية بين سهل حوران ومرتفعات الجولان (على الرغم من أن هذه الحدود توضع بدلاً من ذلك عند وادي الرقاد). يعد العلان أحد روافد نهر اليرموك، الذي يمثل جزءًا من الحدود الوطنية لسوريا والأردن.

## المجرى
يبلغ طول العلان حوالي 19 كيلومترًا (12 ميلًا). يتدفق النهر جنوبًا من سفح تل الحارة (أعلى نقطة في سهل حوران) عبر المنطقة الصخرية المكسوة بالمخاريط البركانية حيث يبلغ ارتفاع النهر حوالي 440 مترًا (1440 قدمًا) فوق مستوى سطح البحر. هنا يكون أقل قليلاً من وادي الرقاد الموازي تقريبًا على بعد 5.5 كيلومترًا (3.4 ميلًا) إلى الغرب من العلان. ينخفض ارتفاع النهر إلى حوالي 410 أمتار (1350 قدمًا) بعد مروره بالقرب من أنقاض بيت عكار ثم ينخفض 18 مترًا (59 قدمًا) أخرى أسفل منحدر. يصبح النهر ضيقًا عند هذه النقطة وينضم إليه وادٍ يسمى وادي بيت عكار.
بعد حوالي 0.8 كيلومتر (0.50 ميل) ينخفض النهر مرة أخرى حوالي 18 مترًا (59 قدمًا) فوق منحدر. بعد هذه النقطة بقليل، ينضم إليه مجرى معروف تاريخيًا باسم وادي جبالة. لم يعد "وادي جبالة" يظهر على الخرائط الحديثة ولكنه اسم جغرافي قديم سمي على اسم الحاكم الغساسني جبلة بن الحارث. بعد حوالي 2 ميل (3.2 كم) من مرور نهر العلان عبر حيط، ينضم إليه نهر الحرير، وبعد 2 ميل (3.2 كم) أخرى ينتهي النهر المشترك عند اليرموك على ارتفاع 55 مترًا (180 قدمًا) فوق مستوى سطح البحر.